# Festival di Cannes 2005
La 58ª edizione del Festival di Cannes si è svolta a Cannes dall'11 al 22 maggio 2005.

## Descrizione
Il festival si è aperto con la proiezione di Due volte lei - Lemming di Dominik Moll e si è chiuso con quella di Chromophobia di Martha Fiennes.
La madrina della manifestazione è stata l'attrice belga Cécile de France.
La giuria presieduta dal regista serbo Emir Kusturica ha assegnato la Palma d'oro per il miglior film a L'Enfant - Una storia d'amore di Jean-Pierre e Luc Dardenne, i quali hanno così nuovamente conquistato il massimo riconoscimento del Festival a sei anni di distanza da quello ottenuto per Rosetta.

## Selezione ufficiale

### Concorso
- A History of Violence, regia di David Cronenberg (Canada)
- L'Enfant - Una storia d'amore, regia di Jean-Pierre e Luc Dardenne (Belgio/Francia)
- False verità (Where The Truth Lies), regia di Atom Egoyan (Canada)
- Quando sei nato non puoi più nasconderti, regia di Marco Tullio Giordana (Italia)
- Free Zone, regia di Amos Gitai (Israele/Belgio/Francia/Spagna)
- Niente da nascondere (Caché), regia di Michael Haneke (Austria/Francia)
- Geukjangjeon, regia di Hong Sangsoo (Corea del Sud)
- Three Times, regia di Hou Hsiao-hsien (Taiwan)
- Broken Flowers, regia di Jim Jarmusch (USA)
- Le tre sepolture (The Three Burials Of Melquiades Estrada), regia di Tommy Lee Jones (USA)
- Bashing, regia di Kobayashi Masahiro (Giappone)
- Incontri d'amore (Peindre ou faire l'amour), regia di Arnaud e Jean-Marie Larrieu (Francia)
- Due volte lei - Lemming (Lemming), regia di Dominik Moll (Francia)
- Battaglia nel cielo (Batalla en el cielo), regia di Carlos Reygadas (Messico)
- Sin City, regia di Robert Rodriguez e Frank Miller (USA)
- Kilomètre zéro, regia di Hiner Saleem (Francia/Kurdistan)
- Election (Hak seh wui), regia di Johnnie To (Hong Kong)
- Last Days, regia di Gus Van Sant (USA)
- Manderlay, regia di Lars von Trier (Danimarca)
- Shanghai Dreams, regia di Wang Xiaoshuai (Cina)
- Non bussare alla mia porta (Don't Come Knocking), regia di Wim Wenders (Germania/USA)

### Fuori concorso
- Crossing the Bridge - The Sound of Istanbul, regia di Fatih Akın (Germania/Turchia)
- Feed, regia di Brett Leonard (Australia)
- Match Point, regia di Woody Allen (Gran Bretagna/USA)
- Kiss Kiss Bang Bang, regia di Shane Black (USA)
- Cindy: The Doll Is Mine, regia di Bertrand Bonello (Francia)
- Joyeux Noël - Una verità dimenticata dalla storia (Joyeux Noël), regia di Christian Carion (Francia)
- The Power of Nightmares: The Rise of the Politics of Fear, regia di Adam Curtis (Gran Bretagna)
- Chromophobia, regia di Martha Fiennes (Gran Bretagna)
- Kirikù e gli animali selvaggi (Kirikou et les bêtes sauvages), regia di Bénédicte Galup e Michel Ocelot (Francia)
- Bittersweet Life (Dalkomhan insaeng), regia di Jee-Woon Kim (Corea del Sud)
- Darshan - L'étreinte, regia di Jan Kounen (Francia)
- Star Wars: Episodio III - La vendetta dei Sith (Star Wars: Episode III - Revenge of the Sith), regia di George Lucas (USA)
- Per uno solo dei miei due occhi (Nekam Achat Mishtey Eynay), regia di Avi Mograbi (Francia/Israele)
- Les artistes du Théâtre Brûlé, regia di Rithy Panh (Cambogia/Francia)
- C'est pas tout à fait la vie dont j'avais rêvé, regia di Michel Piccoli (Francia)
- Midnight Movies: From the Margin to the Mainstream, regia di Stuart Samuels (Canada/USA)
- Operetta tanuki goten, regia di Seijun Suzuki (Giappone)

### Un Certain Regard
- Eli, eli, lema sabachthani?, regia di Shinji Aoyama (Giappone)
- Le filmeur, regia di Alain Cavalier (Francia)
- Sangre, regia di Amat Escalante (Messico)
- Cinéma, aspirines et vautours, regia di Savador Gomez (Brasile)
- Schläfer, regia di Benjamin Heisenberg (Germania)
- Falscher bekenner, regia di Christoph Hochhäusler (Germania)
- Down in the Valley, regia di David Jacobson (USA)
- Sulanga Enu Pinisa, regia di Vimukthi Jayasundara (Sri Lanka)
- Zim and Co., regia di Pierre Jolivet (Francia)
- Voksne mennesker, regia di Dagur Kári (Danimarca/Islanda)
- Yek shab, regia di Niki Karimi (Iran)
- L'arco (Hwal), regia di Kim Ki-duk (Corea del Sud)
- Jewboy, regia di Tony Kravitz (Australia)
- Lower City (Cidade Baixa), regia di Sérgio Machado (Brasile)
- Marock, regia di Laïla Marrakchi (Marocco)
- The King, regia di James Marsh (USA)
- Johanna, regia di Kornél Mundruczó (Ungheria)
- Il tempo che resta (Le temps qui reste), regia di François Ozon (Francia)
- Moartea domnului Lazarescu, regia di Cristi Puiu (Romania)
- Yellow fella, regia di Ivan Sen (Australia)
- Nordeste, regia di Juan Solanas (Argentina)
- Delwende, regia di S. Pierre Yameogo (Burkina Faso/Francia/Svizzera)
- Habana Blues, regia di Benito Zambrano (Cuba/Francia/Spagna)

## Settimana internazionale della critica

### Lungometraggi
- La petite Jérusalem, regia di Karin Albou (Francia)
- The Great Ectasy of Robert Carmichael, regia di Thomas Clay (Gran Bretagna)
- Me and You and Everyone We Know, regia di Miranda July (USA)
- Unmei janai hito, regia di Uchida Kenji (Giappone)
- Orlando Vargas, regia di Juan Pittaluga (Uruguay/Francia)
- L'orizzonte degli eventi, regia di Daniele Vicari (Italia)
- Mang zhong, regia di Zhang Lu (Cina/Corea del Sud)

### Proiezioni speciali
- Imposture, regia di Patrick Bouchitey (Francia)
- La caduta delle foglie (Giorgobistve), regia di Otar Iosseliani (URSS) (1967)
- Les invisibles, regia di Thierry Jousse (Francia)
- Vento di terra, regia di Vincenzo Marra (Italia) - rivelazione FIPRESCI dell'anno
- Drum, regia di Zola Maseko (Sudafrica) - 50 anni di cinema africano
- Junebug, regia di Phil Morrison (USA)
- Los heroes y el tiempo, regia di Arturo Ripstein (Messico)

## Quinzaine des Réalisateurs
- Seven Invisible Men, regia di Sharunas Bartas (Portogallo/Paesi Bassi/Francia/Lituania)
- L'amore sospetto (La Moustache), regia di Emmanuel Carrère (Francia)
- Geminis, regia di Albertina Carri (Argentina)
- Cache-cache, regia di Yves Caumon (Francia)
- Douches froides, regia di Antony Cordier (Francia)
- Factotum, regia di Bent Hamer (Norvegia/USA/Germania)
- Room, regia di Kyle Henry (USA)
- The President's Last Bang, regia di Im Sang-soo (Corea del Sud)
- Keane, regia di Lodge Kerrigan (USA)
- Be with Me, regia di Eric Khoo (Singapore)
- Guernsey, regia di Nanouk Leopold (Paesi Bassi)
- Sisters in Law, regia di Kim Longinotto e Florence Ayisi (Gran Bretagna)
- Alice, regia di Marco Martins (Portogallo)
- Wolf Creek, regia di Greg McLean (Australia)
- Umoregi, regia di Kōhei Oguri (Giappone)
- L'isola di ferro (Jazireh ahani), regia di Mohammad Rasoulof (Iran)
- Odete, regia di João Pedro Rodrigues (Portogallo)
- Travaux - Lavori in casa (Travaux, on sait quand ça commence...), regia di Brigitte Roüan (Francia)
- Crying Fist, regia di Ryoo Seung-wan (Corea del Sud)
- Who's Camus Anyway?, regia di Mitsuo Yanagimachi (Giappone)
- Tbilisi-Tbilisi, regia di Levan Zakareihwilli (Georgia)

### Proiezioni speciali
- Sfida nell'alta Sierra (Ride The High Country), regia di Sam Peckinpah (USA) (1962)
- Cronaca familiare, regia di Valerio Zurlini (Italia) (1962)

## Giurie

### Concorso
- Emir Kusturica, regista (Serbia) - presidente
- Fatih Akın, regista (Germania)
- Javier Bardem, attore (Spagna)
- Nandita Das, attrice (India)
- Salma Hayek, attrice (Messico)
- Benoît Jacquot, regista (Francia)
- Toni Morrison, scrittrice (USA)
- Agnès Varda, regista (Francia)
- John Woo, regista (Cina)

### Cinéfondation e cortometraggi
- Edward Yang, regista (Taiwan) - presidente
- Chantal Akerman, regista (Belgio)
- Colin MacCabe, critico e scrittore (Irlanda)
- Yousry Nasrallah, regista (Egitto)
- Sylvie Testud, attrice (Francia)

### Un Certain Regard
- Alexander Payne, regista (USA) - presidente
- Eduardo Antin, critico (Argentina)
- Betsy Blair, attrice (USA)
- Katia Chapoutier, giornalista (Canada)
- Sandra Den Hamer (Paesi Bassi)
- Gilles Marchand, regista (Francia)
- Geneviève Welcomme, giornalista (Francia)

### Camera d'or
- Abbas Kiarostami, regista (Iran) - presidente
- Yves Allion, critico (Francia)
- Patrick Chamoiseau, scrittore (Francia)
- Malik Chibane, regista (Francia)
- Scott Foundas, critico (USA)
- Laura Meyer (Francia)
- Luc Pourrinet, tecnico (Francia)
- Roberto Turigliatto (Italia)
- Romain Winding, direttore della fotografia (Francia)

## Palmarès
- Palma d'oro: L'Enfant - Una storia d'amore, regia di Jean-Pierre e Luc Dardenne (Belgio/Francia)
- Grand Prix Speciale della Giuria: Broken Flowers, regia di Jim Jarmusch (USA)
- Prix d'interprétation féminine: Hanna Laszlo - Free Zone, regia di Amos Gitai (Israele/Belgio/Francia/Spagna)
- Prix d'interprétation masculine: Tommy Lee Jones - Le tre sepolture (The Three Burials Of Melquiades Estrada), regia di Tommy Lee Jones (USA)
- Prix de la mise en scène: Michael Haneke - Niente da nascondere (Caché) (Austria/Francia)
- Prix du scénario: Guillermo Arriaga - Le tre sepolture (The Three Burials Of Melquiades Estrada), regia di Tommy Lee Jones (USA)
- Premio della giuria: Shanghai Dreams, regia di Wang Xiaoshuai (Cina)
- Caméra d'or: Sulanga Enu Pinisa, regia di Vimukthi Jayasundara (Sri Lanka) ex aequo Me and You and Everyone We Know, regia di Miranda July (USA)
- Trophée du Festival de Cannes: George Lucas
- Premio Un Certain Regard: Moartea domnului Lazarescu, regia di Cristi Puiu (Romania)
- Premio FIPRESCI: Niente da nascondere (Caché), regia di Michael Haneke (Austria/Francia)

## Giudizi della stampa italiana
«Una giuria piena di personalità forti (...) guidata da un presidente imprevedibile», ha assegnato una Palma d'oro che «non si aspettava nessuno» a L'Enfant - Una storia d'amore dei fratelli Dardenne, che sono così entrati nel ristretto club dei plurivincitori (sono i sesti ad ottenere la seconda Palma d'oro), mentre ne è uscito sconfitto il favorito Michael Haneke con Niente da nascondere, apparso «molto seccato per il premio di consolazione alla regia», tanto da dichiarare esplicitamente «Ai festival si viene per vincere». Tutt'altro stile quello di Jim Jarmusch, vincitore del Grand Prix con Broken Flowers, film considerato da più di un critico la Palma ideale, che ha sostenuto di voler dividere il proprio premio con gli altri registi in gara e di non credere al concetto stesso di gara: «è come chiedere quale è il più bel quadro al Louvre. C'è sempre una contraddizione, il nostro gusto è molto soggettivo e il cinema ha forme magnifiche e sempre diverse».
Per quanto i giurati abbiano affermato di essere «fieri delle decisioni finali, che sottolineano nei prescelti lo stile, i contenuti, la capacità di interessare in futuro il pubblico», si è trattato di un verdetto di compromesso, non all'unanimità, raggiunto attraverso una progressiva selezione ed esclusione di titoli, con la netta divergenza tra il presidente Emir Kusturica, sostenuto da Salma Hayek e Toni Morrison, a favore di Le tre sepolture, e la decana della nouvelle vague Agnès Varda, che ha definito il regista serbo «un dittatore gentile», paladina invece di Niente da nascondere. Ambedue i film sono stati premiati, ma la Palma è andata ad un terzo, che potesse soddisfare entrambe le parti.
Tullio Kezich (Corriere della Sera) ha apprezzato nel suo complesso la selezione ufficiale, in cui «si è vista più roba buona di quante ne può contenere un palmarès», e si è detto soddisfatto della premiazione, «la migliore degli ultimi anni», grazie ad una giuria che ha scelto gli «autori quasi unanimemente indicati come i migliori: i Dardenne, Haneke e Jarmusch. Invertendo l'ordine, il significato del verdetto non cambia: preferire l'uno o l'altro di questi tre nomi diventa davvero una scelta soggettiva. L'importante è averli evidenziati rispetto ad altri».
Secondo Fabio Ferzetti (Il Messaggero) «è stato un anno di conferme più che di scoperte eccitanti, con un concorso privo di grandi delusioni ma anche di scommesse davvero azzardate. Insomma è stata una Cannes di transizione, un piede nel passato (i grandi nomi, spesso uguali a se stessi) e mezzo piede nel futuro», «i premi sono abbastanza ben dati» (pur trovando «abbastanza ridicolo» il premio per la migliore interpretazione a Tommy Lee Jones e «dimenticato con i suoi ottimi attori» A History of Violence) e «il palmarès (...) disegna un'idea abbastanza coerente anche se non del tutto condivisibile di ciò che Cannes vuol essere».